# Microterys speciosus
Microterys speciosus är en stekelart som beskrevs av Ishii 1923. Microterys speciosus ingår i släktet Microterys och familjen sköldlussteklar.
Artens utbredningsområde är:
- Israel.
- Taiwan.

Inga underarter finns listade i Catalogue of Life.